# Kondensierte Materie
Kondensierte Materie bezeichnet in den Naturwissenschaften den festen und flüssigen Aggregatzustand im Gegensatz zu Gas und Plasma.

Erste Brillouin-Zone eines FCC-Gitters

## Physik der kondensierten Materie
Die Physik der kondensierten Materie unterscheidet sich aufgrund der gegenseitigen Wechselwirkung der Bausteine der Materie erheblich von der freier Teilchen (Elementarteilchenphysik, Atomphysik). Viele Phänomene wie Deformierbarkeit, magnetische Ordnung, oder elektrische Leitfähigkeit gehen auf eine bestimmte Ordnung der Wechselwirkung zwischen den Bausteinen der kondensierten Materie zurück. Sie sind daher in kondensierter Materie ganz anders zu behandeln als bei freien Teilchen oder treten überhaupt erst bei kondensierter Materie auf.
Die Behandlung der Physik kondensierter Materie ist dadurch gekennzeichnet, dass die große Anzahl der Teilchen, die das zu beschreibende System bilden, eine elementare Lösung der einzelnen Bewegungsgleichungen ausschließt. An die Stelle einer Beschreibung der Zustände der einzelnen Teilchen des Systems treten stattdessen Aussagen über Häufigkeiten (beziehungsweise normiert auf die Anzahl der möglichen Zustände: Wahrscheinlichkeiten), mit denen bestimmte Zustände beliebiger Teilchen im System auftreten.
Die allgemeine, mikroskopische Beschreibung basiert auf der Vielteilchentheorie, welche auch Teilchenwechselwirkungen untereinander berücksichtigt. Für die meisten Anwendungen reicht aber eine Beschreibung im Rahmen der Theorie des mittleren Feldes aus, in der sich alle Teilchen unabhängig voneinander in einem gemittelten, effektiven Potential bewegen. Vertreter Letzterer sind die Hartree-Fock-Methode und Dichtefunktionaltheorie, mit deren Hilfe beispielsweise eine Vielzahl von Materialparametern gewonnen werden können.
Mit den gewonnenen Materialdaten kann das System unter Berücksichtigung makroskopischer Systemeigenschaften wie System-Geometrie und äußerer Belastungen mit Hilfe von klassischen Feldgleichungen behandelt werden. Beispielsweise werden elastische Verformungen in der makroskopischen Kontinuumsmechanik mit Hilfe von Elastizitätsmodul und Poissonzahl berechnet.
Treten in Festkörpern jedoch signifikante Korrelationen der Teilchen untereinander auf (zum Beispiel langreichweitige Korrelation der Atompositionen selbst {\displaystyle \Rightarrow } Kristallgitter, oder Korrelation der Elektronenspins → magnetische Ordnung wie Ferromagnetismus und Antiferromagnetismus), kann die Beschreibung nicht mehr in der Näherung unabhängiger Teilchen erfolgen. Es muss dann auf die Werkzeuge der Vielteilchentheorie zurückgegriffen werden.
Die Konzepte der Physik kondensierter Materie werden weit über den Bereich fester und flüssiger Materie hinaus angewandt (Beispiele: Risikomanagement, Versicherungsstatistik, neuronale Netze).

## Sachgebiete

### Festkörperphysik

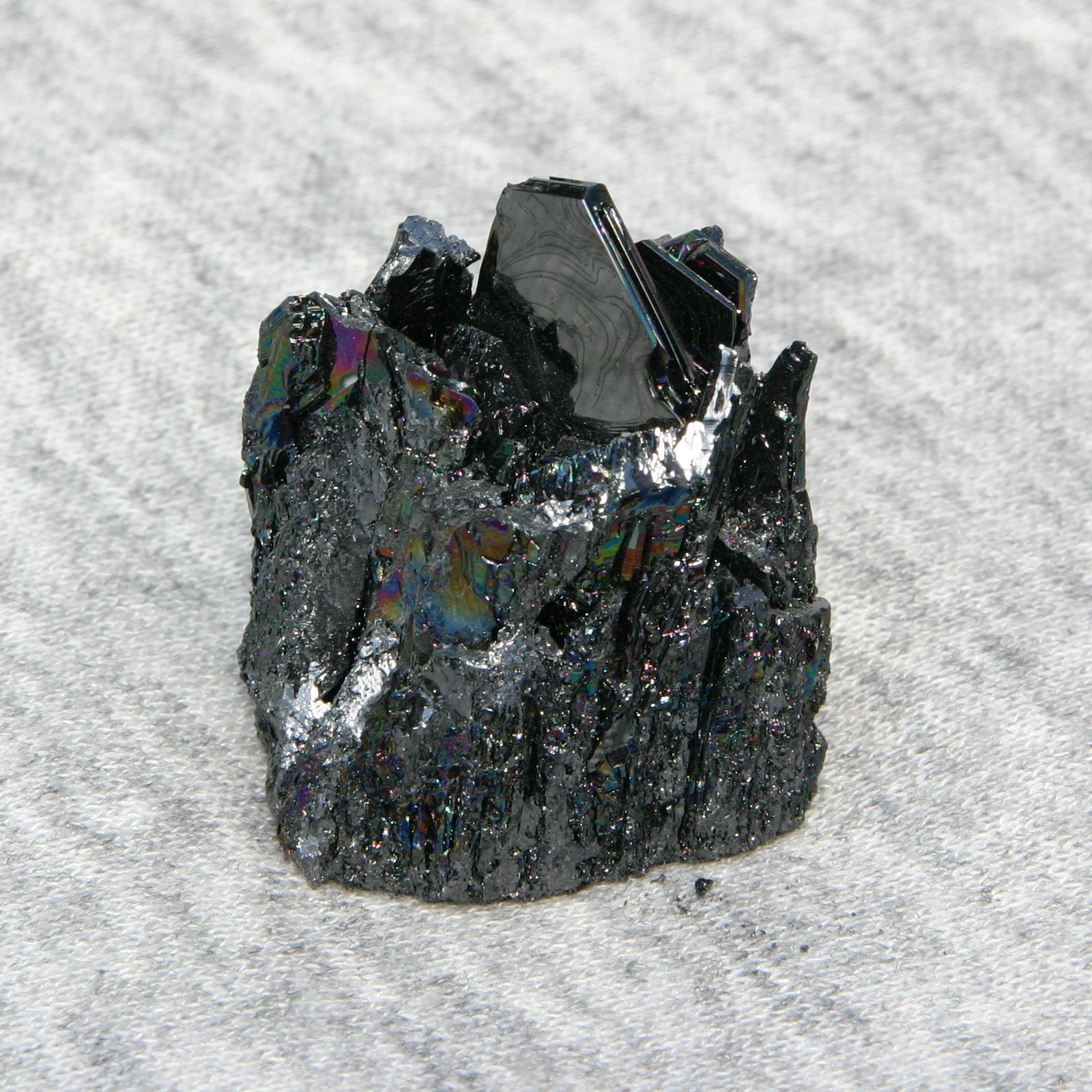
Kristallines Siliciumcarbid

Die Festkörperphysik befasst sich mit der Physik von Materie im festen Aggregatzustand. Von besonderer Bedeutung sind dabei kristalline Festkörper, das sind solche, die einen translationssymmetrischen (periodischen) Aufbau aufweisen, da diese Translationssymmetrie die Behandlung vieler physikalischer Phänomene drastisch vereinfacht oder sogar überhaupt erst ermöglicht.

### Physik der Flüssigkeiten
Die Physik der Flüssigkeiten befasst sich mit Materie im flüssigen Aggregatzustand. Die Bausteine der Flüssigkeit weisen eine hohe gegenseitige Beweglichkeit auf (Translation und Rotation).

### Weiche kondensierte Materie

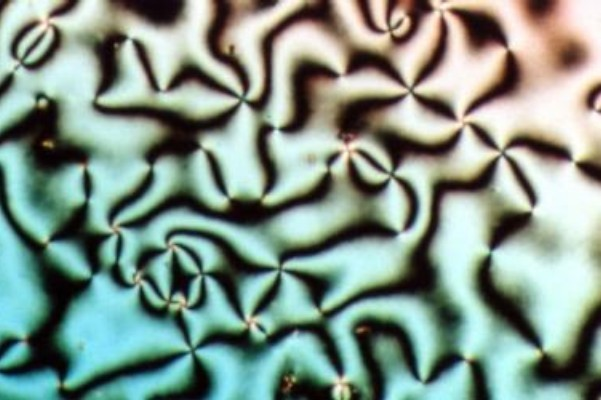
Polarisationsmikroskopische Aufnahme eines Flüssigkristalls

Unter dem Begriff der weichen kondensierten Materie fasst man Stoffe zusammen, die sich durch zwei wesentliche Merkmale von der „harten Materie“ kristalliner Festkörper unterscheiden:
- Einerseits befindet sich die charakteristische Längenskala in der Größenordnung von Molekülen, also in einem Bereich zwischen 1 nm und 1 µm. Die grundlegenden Bausteine der weichen Materie besitzen also eine komplexe Substruktur.
- Andererseits unterliegen diese Bausteine starken thermischen Fluktuationen, so dass die relevante Energieskala durch die thermische Anregungsenergie {\displaystyle k_{\mathrm {B} }T} gesetzt wird. Die hier auftretenden Energien sind also erheblich kleiner (typischerweise einige meV) als bei der harten Materie, wo sie im Bereich von einigen Elektronenvolt (eV) liegen.

Zur weichen Materie zählen vor allem amorphe Substanzen, die keine langreichweitige kristalline Ordnung besitzen, wie: Polymere, Flüssigkristalle, Kolloide und Membranen.

## Systeme (exemplarisch)

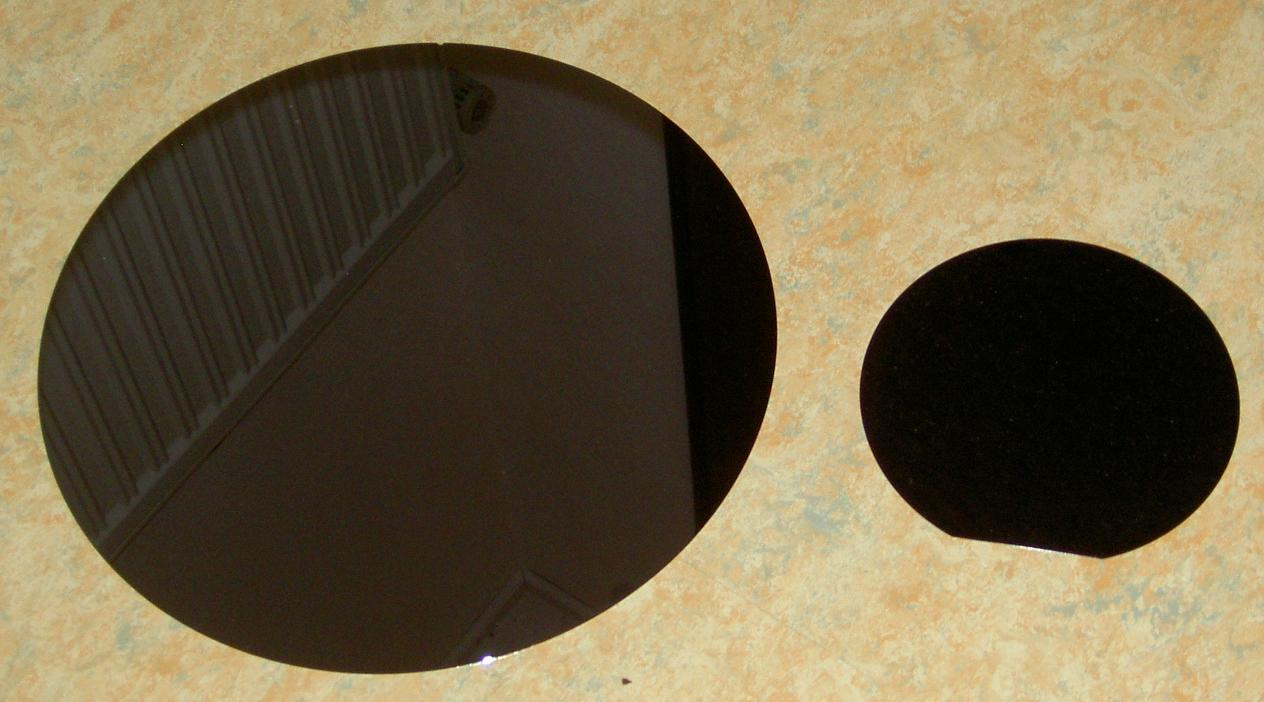
Wafer aus Silicium – heute bedeutendster Halbleiter

- Legierungen
- Metalle
- Halbleiter
- Isolatoren
- Spin-Gläser
- Polymere
- Membranen
- Übergitter

## Phänomene (exemplarisch)

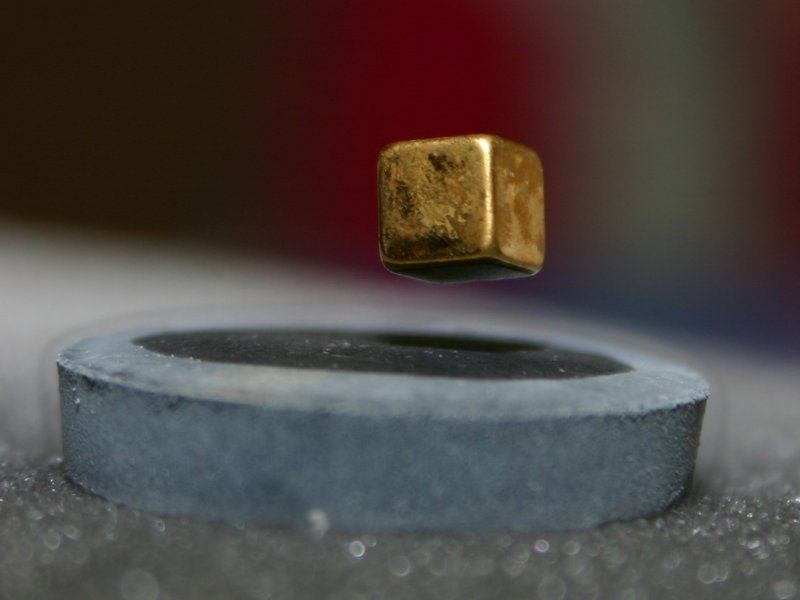
Ein Magnet schwebt über einem mit flüssigem Stickstoff gekühlten Hochtemperatursupraleiter (ca. −197 °C).

- Effektive Masse (von Quasiteilchen)
- Ferroelektrizität
- Elektrische Leitfähigkeit
- Suprafluidität
- Supraleitung
- Magnetismus
- Hall-Effekt, Quanten-Hall-Effekt
- Fotoleitung
- Kondo-Effekt
- RKKY-Kopplung
- Phasenübergänge